# 源休
源 休（げん きゅう、生年不詳 - 784年）は、唐代の官僚・反乱指導者。本貫は相州臨漳県。

## 経歴
京兆尹の源光誉の子として生まれた。才幹と器量によって官につき、監察御史・殿中侍御史・青苗使判官を歴任した。虞部員外郎に転じ、潭州刺史として出向した。長安に入朝して主客郎中となり、給事中・御史中丞・太子左庶子を歴任した。その妻は吏部侍郎の王翊（王翃の兄）の娘であった。源休はささいな怒りで妻を離縁し、妻の一族に訴えられ、御史台の審理に下された。源休は答弁書を提出せず、官を剥奪されて、溱州に配流された。長らくを経て、岳州に移された。
建中元年（780年）、楊炎が宰相となると、京兆尹の厳郢の名声が高かったことから、かれを失脚させようと図った。厳郢は王翊の姪の婿にあたった。源休が王氏を離縁したとき、楊炎は源休と厳郢が仲たがいしているとの風聞を流し、源休を流罪人から京兆少尹に抜擢して、厳郢の過失を伺わせようとした。ところが源休は厳郢と仲良くなってしまったので、楊炎は怒り、源休を本官のまま御史中丞を兼ねさせ、回紇への使節として出立させた。源休が振武に到着すると、軍使の張光晟が回紇の突董らを殺害した事件が起こった。徳宗は使節派遣を中止させ、源休を引き返させると、太原府で命を待たせた。建中2年（781年）、源休は突董・翳密施や大小梅録ら4人の遺体を引き渡すために回紇に派遣された。回紇の宰相の頡于迦斯は源休らを帳外の雪中に立たせて、突董らを殺した理由を詰問した。源休は突董らが張光晟と私闘して死んだので、徳宗の命によるものではないと説明した。50日あまり抑留された後、帰国の途につくことができた。合骨咄禄毘伽可汗は散支将軍の康赤心らを源休につけて長安に入朝させたが、源休自身は可汗に面会することはできなかった。源休は宰相の盧杞の推薦により光禄寺卿に任じられた。源休は困難な使節をつとめたにも関わらず、恩賞が少なかったとして、不満を抱いた。
建中4年（783年）、涇原の兵が反乱を起こし、朱泚を立てて主とした。朱泚と会見する朝官たちは徳宗を迎えて名分を立てるよう勧めたが、朱泚の意に合わず退けられた。源休が朱泚のもとにやってくると、帝を称するよう勧めた。源休は朱泚に気に入られて、その下で宰相となり、判度支をつとめた。兵の食糧を調達し、百官を任命するにあたって、源休は朱泚の諮問に逐一答えた。また源休は唐の宗室を剪除するよう朱泚に勧め、朱泚の曹尉の楊偡に皇子や皇孫たちを殺害させた。地図と戸籍を収集し、府庫に備蓄し、自らを漢の蕭何にたとえ、他人には「火迫酇侯」と称された。興元元年（784年）、朱泚が敗走すると、源休はつき従って寧州にいたった。朱泚が彭原で殺害されると、源休は鳳翔府に逃れ、その部下によって殺害されて、その首級は徳宗に献上された。源休の三子はそろって長安の東市で斬られ、かれの家の財産は没収された。

## 伝記資料
- 『旧唐書』巻127 列伝第77
- 『新唐書』巻225中 列伝第150中